# 羅梅克河
51°28′33.12″N 8°29′47.42″E / 51.4758667°N 8.4965056°E
羅梅克河（德語：Romecke），是德國的河流，位於該國西部，處於北萊茵-威斯特法倫州，屬於默訥河的右支流，河道全長4.3公里，流域面積7.1平方公里。